# 梅鲁 (贾坎德邦)
梅鲁（Meru），是印度贾坎德邦Hazaribag县的一个城镇。总人口8547（2001年）。

## 人口
该地2001年总人口8547人，其中男性5673人，女性2874人；0—6岁人口1065人，其中男563人，女502人；识字率75.41%，其中男性为85.97%，女性为54.56%。